# Бегалинов, Абдраман Бегалинович
Абдрахма́н Бегали́нович Бегали́нов (10 октября 1946, г. Джетыгара, Кустанайская область — июль 2024) — горный инженер; доктор технических наук, член-корреспондент Инженерной академии РК (1993) и Международной инженерной академии; лауреат премии Совета Министров Казахской ССР (1989).

## Биография
С 1969 года, окончив горный факультет Казахского политехнического института, работал в Тургайском бокситовом рудоуправлении: горный мастер дробильно-сортировочной фабрики (Аркалык), начальник участка Токтыгатского рудника (1972—1973), главный инженер Нижне-Ашутского рудника (1973—1978), главный инженер рудоуправления (1983—1986), директор Карагайменского горно-обогатительного комбината (1986—1991).
В 1991—1993 годы заведовал отделом промышленности и товаров народного потребления аппарата Президента и Кабинета министров Республики Казахстан.
В последующие годы возглавлял ряд компаний: президент национальной компании «Алтыналмас» (1993—1995), вице-президент ОАО «Казметалл» (1996—1997), генеральный директор ЗАО ИНК «Orient Gold» (1997—2003), генеральный директор горнодобывающего предприятия ТОО «Сымбат-XXI» (2003—2006). Руководил разработкой Республиканской программы «Золото Казахстана», строительством и вводом в эксплуатацию горно-обогатительных комплексов нового типа «Кен» и «Терискей».
Одновременно с 1998 года преподавал в Казахском национальном техническом университете: профессор кафедры «Открытые горные работы», с 2006 — заведующий кафедрой «Разрушение горных пород и шахтное строительство».
Избирался депутатом городского, районного и областного Совета народных депутатов; в 1990 году был членом Центрального комитета КП Казахстана.
Умер в июле 2024 года в возрасте 77 лет.

## Научная деятельность
Основные направления исследований:
- технологии переработки «упорного» и комплексного золотосодержащего сырья с заменой высокотоксичных цианидов на тиосульфаты
- технологии получения дешёвых и экологически чистых тиосульфатов из отходов горно-металлургического и нефтегазового производства[1].

Участвовал в международных научных конференциях по горному делу (ЮАР, Австралия, Греция, Чехия, Индия, Турция и др.). Член редколлегий журналов «Горный журнал Казахстана» и «Горно-геологический журнал».
Автор более 80 научных трудов, в том числе монографий и учебников, а также 13 изобретений.

## Награды
- орден «Знак Почёта»
- орден Трудового Красного Знамени
- премия Совета Министров Казахской ССР в области науки и техники (1989)[1].